# Un loco en acción
 Un loco en acción  es una película de Argentina filmada en Eastmancolor dirigida por Enrique Dawi sobre su propio guion escrito en colaboración con Jorge Velasco que se estrenó el 5 de mayo de 1983 y que tuvo como actores principales a Carlos Balá, Santiago Bal, Cristina Del Valle y Marcos Zucker. La coreografía estuvo a cargo de Juan Carlos Regueiro.

## Sinopsis
Un episodio de espionaje protagonizado por un superagente y un vendedor ambulante de café, con gran parecido físico.

## Reparto
- Carlos Balá...	Carlitos / Charly Bonex
- Santiago Bal	...	Otto
- Cristina Del Valle	...	Cristina
- Marcos Zucker	...	Jefe
- Rolo Puente	...	Cipolla
- Alberto Anchart	...	Totov
- Carlos Rotundo	...	Biellini
- Julio López	...Abdala
- Ricardo Morán...	Martínez
- Guadalupe	...	Chica Bonex
- Sandra Ballesteros	...	Chica Bonex
- Carlos Monzón	...	Él mismo
- Palito Ortega	...	Sastre (cameo)
- Emilio Comte
- Juan Carlos De Seta
- Lita Landi
- Roberto Dairiens
- Domingo Lucciarini

## Comentarios
La Nación opinó:

«La historia carece de ingenio y solamente en contadas secuencias logra la gracia requerida para llegar al público infantil.»

Clarín dijo:

«La trama es lineal y simple.»

Manrupe y Portela escriben:

«El tema del doble, tratado por enésima vez y buscando llegar a los chicos.»